# 丹桂剧团
丹桂剧团，为民国时期的一个越剧剧团。1942年4月17日，丹桂剧团在上海浙东大戏院成立。丹桂剧团由筱丹桂领衔，主要演员有：小旦白牡丹(钱苗钗)、玉牡丹(陈翠英)，小生张湘卿，老旦周宝奎，老生筱灵凤等。1945年8月29日，搭档小生改为徐玉兰。1947年春节，老生徐天红加盟。1947年8月1日，剧团解散。丹桂剧团以演传统戏为主，也演出了不少新剧目，如《雪里小梅香》《秦淮月》。